# 3599 Басов
3599 Басов (3599 Basov) — астероїд головного поясу, відкритий 8 серпня 1978 року.
Тіссеранів параметр щодо Юпітера — 3,193.